# ロイグ・マク・リアンガヴラ

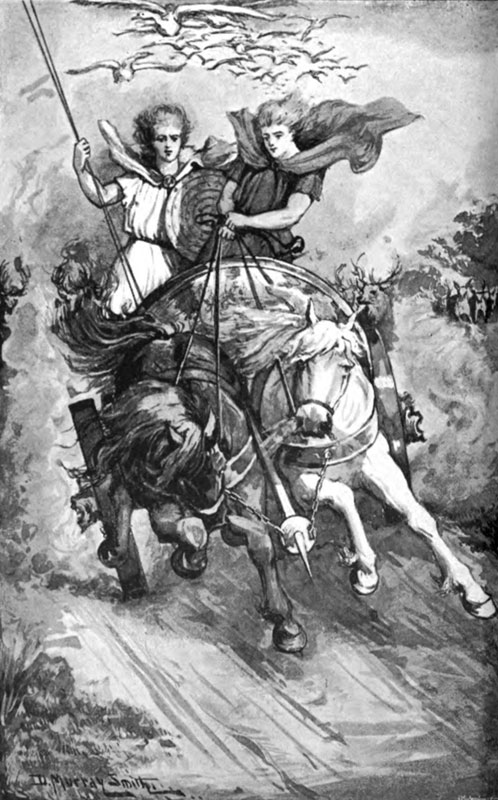
戦車に乗るクー・フラン（後）とロイグ（前）, D.Murray Smith,1894

ロイグ・マク・リアンガヴラ（アイルランド語: Loeg Mac Riangabra）は『アルスター伝説』に登場する男性。ライグ、レーグなどとも。ロイグという名前は「子牛」の意味を持つ。 クー・フランの御者で、御者の王とも言われる。

## 人物
ロイグの容姿については、物語「エウェルへの求婚」にて詳しく語られている。それによると、非常にスレンダーで、明るい赤毛を生やしたそばかすの男性であったという。

## アルスター物語群
ロイグは、クー・フランの愛馬「リアト・マハ（マハの灰色）」とドゥヴ・サングレン（サングレンの黒毛）の二頭立ての戦車を巧みに操る御者であった。また超自然的な力も有しており、魔法をかけて戦車を見えなくすることが可能であったという。ロイグはクー・フランの相棒として、友のピンチを幾度と無く救う。
ロイグの最期は物語「クー・フランの死」にて詳しく語られている。この物語では、無敵のクー・フランが彼を逆恨みする者達の企みと魔術で、ゲッシュを冒し命を落とす様が描かれている。当時のアイルランドには、詩人に対して何物をも惜しまないというある種の掟があったが、カリブレの息子エルクはこの掟を逆手に取り、クー・フランの槍を奪うことに成功する。そしてクー・ロイの息子ルガズは、「王はこの槍で落つる」と叫びながらクー・フランの戦車目掛け槍を投擲し、御者の王ロイグを貫く。ロイグは「傷を負った」と言い残し、クー・フランに看取られながら絶命した。

### その他の説話
アイルランド語による初期の散文に「クー・フランの幽霊戦車（シアヴルハルバド・コン・クリン）」という話がある。聖パトリックによって蘇ったクー・フランが、タラの上王ライガレ・マク・クリウサンをキリスト教に改宗させようとする話だが、この物語にはロイグも登場し、二人が死後も共にあることが窺える。ロイグが登場する部分の内容は以下の通り。

それは戦車の幻だった。そして灰色と黒色の馬が、足並みを揃えて戦車を曳いていた。その戦車の中には、有名な二人が乗っていた。すなわちクフーリンとその御者とが乗っていた。二人は、とても大きく見えた。巨人のように見えた。そして世にも稀な立派な武器をもって身を固めていた。
—八住利雄,『世界神話伝説大系〈41〉アイルランドの神話伝説』,  P294～P295